# Unciv
Unciv ist ein quelloffenes Globalstrategiespiel für Android, Windows und Linux. Die freie Reimplementierung des 2010 von Firaxis veröffentlichten Sid Meier’s Civilization V wird seit 2018 von Yair Morgenstern und weiteren Freiwilligen entwickelt und kostenlos als Download angeboten. Ziel des Projekts ist ein möglichst akkurater Nachbau der Spielmechaniken des Vorbilds bei effizienter Programmierung und geringen Hardwareanforderungen.
Das rundenbasierte Strategiespiel kann im Einzelspielermodus gegen KI-Gegner oder plattformübergreifend im Mehrspielermodus gegen menschliche Kontrahenten gespielt werden. Enthalten sind zudem ein Karten-Editor und eine Schnittstelle für Mods.
Das Computerspiel wird seit 2018 via GitHub in der Programmiersprache Kotlin entwickelt und setzt auf das plattformunabhängige Java-Framework libGDX. Der Quellcode und alle Assets stehen unter freier Lizenz nach Mozilla Public License 2.0. Bis Anfang 2024 trugen über 460 freiwillige Entwickler und Übersetzer zum Projekt bei. Die Android-Version wird über Google Play und F-Droid angeboten und regelmäßig aktualisiert. Die PC-Version ist via GitHub und itch.io verfügbar, die Linux-Pakete darüber hinaus via Flathub und AUR. Eine Veröffentlichung auf Steam war vorgesehen, wurde vom Plattformbetreiber jedoch abgelehnt.
Unciv sei eines der besten kostenlosen Android-Spiele ohne Werbung und Mikrotransaktionen. Die Bedienung per Touchscreen sei gelungen umgesetzt. Durch das im Spielverlauf größer werdende Spielfeld empfehle sich zum Spielen ein Tabletcomputer. Trotz der spielerischen Ähnlichkeit hebe Unciv sich durch seinen simplen, zweidimensionalen Grafikstil optisch überzeugend von seinem Vorbild ab.
Google Play verzeichnete für Unciv bis Februar 2024 mehr als eine Million Downloads.